# Лукович, Милан
Милан Лукович (серб. Milan Luković; 12 декабря 1986, Белград, СФРЮ) — сербский хоккеист, вратарь хоккейного клуба «Партизана» и сборной Сербии.

## Карьера

### Клубная
В послужном списке Луковича, помимо «Црвены Звезды», есть также «Беостар», «Войводина» и «Нови Сад». В «Црвене Звезде» выступает с 2009 года.

### В сборной
В составе юниорской сборной играл на чемпионатах мира 2002, 2003 и 2004. Как игрок молодёжной сборной сыграл ещё и в 2003, и в 2004 годах, а также в 2005 и 2006 годах. В двух последних также стал привлекаться в национальную сборную Сербии, с 2005 года регулярно играет на чемпионатах мира.